# Табу (телепрограма)
«Табу» — телевізійний таблоїд на телеканалі 1+1. Ведучий — Микола Вересень. Програма складається з кількох гострих сенсаційних історій з коментарями ведучого.

### Історія

#### 1997–1998
«Табу» — програма авторських інтерв'ю на телеканалі 1+1. Вересень запрошує в студію цікавих та відомих гостей і ставить їм не завжди приємні запитання, спонукаючи до відвертих відповідей.

#### 1998–1999
«Табу» — ток-шоу на телеканалі 1+1, де двоє відомих та компетентних гостей обговорюють певну суспільно-значиму тему. Один гість представляє аргументи «за», інший — «проти». Аудиторія в студії так само ділиться на дві половини — на тих, хто «за» і «проти». При цьому люди самі обирають, на якій половині сидітимуть.
Микола Вересень ставить гостям гострі питання і виступає модератором дискусії.

#### Оновлене «Табу» (2012)
Перший випуск «Табу» у новому форматі вийшов 19 грудня 2012 року. За словами Вересня, оновлене «Табу» є продюсерським проектом, тобто при створенні програми передусім враховується думка продюсера. Ведучий офіційно заявляє, що несе відповідальність виключно за те, що сам говорить в кадрі, за все інше — ні. Продюсер оновленого «Табу» — Наталія Якимович.

Після виходу першої програми в ефір Наталя Розинська пообіцяла подати в суд на журналістів «Табу» та особисто Миколу Вересня.